# Transport Malta
Transport Malta (o Authority for Transport in Malta) è un ente governativo che sovrintende ai trasporti a Malta. È sotto l'autorità del Ministero dei trasporti e delle infrastrutture maltese. È stato creato nel 2010, rilevando le precedenti funzioni dell'Autorità marittima di Malta, dell'Autorità per i trasporti di Malta e della Direzione dell'aviazione civile. Transport Malta si occupa della costruzione e manutenzione di strade e infrastrutture di trasporto pubblico, trasporto marittimo, compresa la registrazione delle navi, e regolamentazione dell'aviazione civile.

## Organizzazione
Transport Malta include le seguenti direzioni:
- Direzione della strategia di trasporto integrata
- Direzione porti e nautica ricreativa
- Direzione delle spedizioni mercantili
- Direzione strade e infrastrutture
- Direzione dei trasporti terrestri
- Direzione dell'aviazione civile
- Direzione dei servizi aziendali
- Direzione dell'applicazione
- Direzione delle tecnologie dell'informazione e della comunicazione